# Pacinis kroppar
Pacinis kroppar (även kallade Vater-Pacinis (känsel)kroppar eller Pacinis korpuskler) är en typ av afferenta (sensoriska) nervändslut uppkallad efter de två anatomiprofessorerna Abraham Vater och Filippo Pacini. Till strukturen är de lökformade och i jämförelse med andra nervändslut stora (0,5-2 mm i diameter). De är lokaliserade till underhuden där de registrerar mekanisk stimulering i form av vibrationer och förmedlar den med nervimpulser till centrala nervsystemet. Runt pacinis kroppars axon sitter flera lager av lameller vilka möjliggör axonets snabba adaption, som innebär att endast två nervimpulser sänds iväg vid en hudintryckning: en i samband med intryckningen och en när trycket mot känselkroppen upphör.
Pacinikroppar finns i både hårlös och hårig hud, är lågtröskliga och snabbt adapterande.